# ДР Конго на летних Олимпийских играх 2004
Демократическая Республика Конго принимала участие в летних Олимпийских играх 2004 года в Афинах (Греция) в седьмой раз за свою историю, но не завоевала ни одной медали.

## Состав сборной
Лёгкая атлетика
1. Гари Кикая
2. Ноэлли Бибише

 Настольный теннис
1. Момо Бабунгу
2. Жозе Люйиндюла

## Результаты соревнований

### Настольный теннис
Соревнования по настольному теннису проходили по системе плей-офф. Каждый матч продолжался до тех пор, пока один из теннисистов не выигрывал 4 партии. Сильнейшие 16 спортсменов начинали соревнования с третьего раунда, следующие 16 по рейтингу стартовали со второго раунда.
Мужчины
| Соревнование     | Спортсмены                  | Первый раунд          | Второй раунд                      | Третий раунд          | 1/8 финала            | 1/4 финала            | Полуфинал             | Финал                 |
| Соревнование     | Спортсмены                  | Соперник Результат    | Соперник Результат                | Соперник Результат    | Соперник Результат    | Соперник Результат    | Соперник Результат    | Соперник Результат    |
| ---------------- | --------------------------- | --------------------- | --------------------------------- | --------------------- | --------------------- | --------------------- | --------------------- | --------------------- |
| одиночный разряд | Момо Бабунгу                | NGRМ. Меротохун П 0:4 | Завершил выступление              | Завершил выступление  | Завершил выступление  | Завершил выступление  | Завершил выступление  | Завершил выступление  |
| одиночный разряд | Жозе Люйиндюла              | PRKО Иль П 0:4        | Завершил выступление              | Завершил выступление  | Завершил выступление  | Завершил выступление  | Завершил выступление  | Завершил выступление  |
| парный разряд    | Момо Бабунгу Жозе Люйиндюла | Не проводится         | CZEП. Корбель / Р. Выборный П 0:4 | Завершили выступление | Завершили выступление | Завершили выступление | Завершили выступление | Завершили выступление |